# Damien Nash
(en) Statistiques sur pro-football-reference
Damien Nash, né le 14 avril 1982 à Saint-Louis (Missouri) et décédé le 24 février 2007 à Saint Louis (Missouri), était un joueur de football américain de la NFL.

## Biographie
Damien Nash était un athlète déjà étonnant au lycée. Il courait ainsi le 100 mètres en 10 s 3. Recruté par l'Université du Winscosin, il préféra d'abord fréquenter le Coffeyville Community College avant de rejoindre l'Université du Missouri.
Après une carrière universitaire, Damien Nash rejoint le NFL en 2005 et les Titans du Tennessee avant d'être transféré chez les Broncos de Denver. Son meilleur match fut celui disputé le 19 novembre 2006 face aux Chargers de San Diego. À cette occasion, il fit 10 courses pour un gain de 52 yards et capta 3 passes pour un gain de 36 yards.
Nash meurt à 24 ans le 24 février 2007 à la suite d'un match de charité de basket-ball disputé au bénéfice d'une association caritative.